# JJK Jyväskylä
JJK Jyväskylä (offiziell: Jyväskylän Jalkapalloklubi oder kurz JJK) ist ein finnischer Fußballverein aus der mittelfinnischen Stadt Jyväskylä.

## Geschichte
Gegründet wurde der Verein 1923 als allgemeiner Sportverein unter dem Namen Jyväskylän Palloilijat (JyP). Im Jahr 1977 spalteten sich die Eishockeyabteilung des Clubs und die Fußballabteilung – JYP-77 entstand. Im Jahr 1992 wurde JJK dann endgültig als eigenständiger Fußballclub der Stadt gegründet.
In der Saison 1998 stieg der Verein aus der Ykkönen, der zweithöchsten Liga Finnlands, in die drittklassige Kakkonen ab. Erst 2006 gelang der Wiederaufstieg in die Ykkönen, wo man sich gleich in der Spitzengruppe festsetzen konnte und die Saison 2007 auf einem respektablen 3. Tabellenplatz beendete. Im Folgejahr lieferte man sich mit dem FC Viikingit, der im Jahr zuvor aus der Veikkausliiga abgestiegen war, lange Zeit ein Duell um den 1. Platz, der zum direkten Aufstieg in die höchste Spielklasse, die Veikkausliiga berechtigt. Schlussendlich konnte sich JJK, auch dank eines überragenden Babatunde Wusu, der in der gesamten Saison 22 Treffer erzielte und somit Torschützenkönig wurde, durchsetzen und stieg erstmals in die Veikkausliiga auf. Die Mannschaft beendete ihre erste Erstligasaison 2009 auf dem vorletzten Tabellenplatz und sicherte sich den Klassenerhalt in der Relegation gegen den Zweiten der Ykkönen, Kokkolan Palloveikot.

## Europapokalbilanz
| Saison  | Wettbewerb         | Runde                  | Gegner            | Gesamt    | Hin     | Rück    |
| ------- | ------------------ | ---------------------- | ----------------- | --------- | ------- | ------- |
| 2012/13 | UEFA Europa League | 1. Qualifikationsrunde | Stabæk Fotball    | 4:3       | 2:0 (H) | 2:3 (A) |
| 2012/13 | UEFA Europa League | 2. Qualifikationsrunde | FK Zeta Golubovci | (a)3:3(a) | 3:2 (H) | 0:1 (A) |

Gesamtbilanz: 4 Spiele, 2 Siege, 2 Niederlagen, 7:6 Tore (Tordifferenz +1)

## Spieler
- Roy Essandoh (1998–1999)
- Babatunde Wusu (2007–2008, 2011–2013)
- Ady (2008)
- Markus Paija (2008–2009)
- Eero Markkanen (2010–2013)